# Cine PE
O Cine PE – Festival Audiovisual, informalmente conhecido como Cine Pernambuco e Festival do Recife, é um festival de cinema brasileiro suportado pelo Ministério da Cultura
que acontece desde 1997 no Recife, capital do estado de Pernambuco.
O festival é um dos mais tradicionais do cinema brasileiro e premia, anualmente, os profissionais que se destacam na indústria cinematográfica do Brasil, na produção de curtas e longas metragens; também premia atrizes e atores, e homenageia um grande convidado a cada edição com o Troféu Calunga.

## História e regulamento

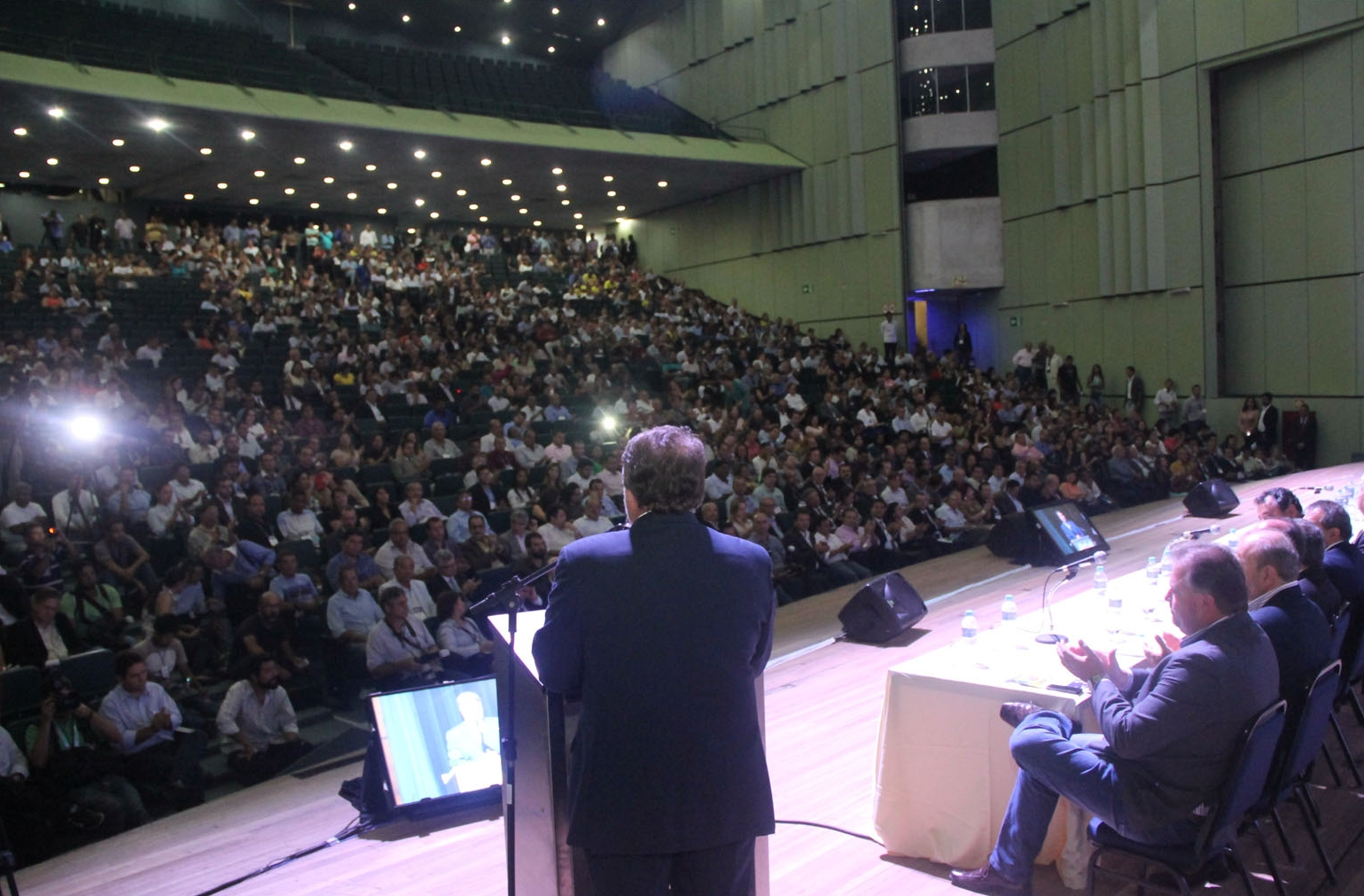
Teatro Guararapes, em Olinda, onde foram realizadas algumas edições do festival.

O Cine PE é um festival audiovisual que promove uma ampla programação, plural e de dimensão internacional, contemplando a realização de mostras competitivas de curtas e longas-metragens, nos formatos 35 mm e digital, sem distinções nos processos de avaliação. Tais mostras são realizadas todo ano e, em período específico, em Pernambuco. O festival se organiza com as seguintes mostras de filmes:
- A "Mostra Pernambuco de Curtas-Metragens", que é constituída apenas por filmes pernambucanos (na produção, co-produção ou direção), sendo estabelecidas as categorias de ficção, animação ou documentário, onde são eleitas as premiações de: MELHOR FILME, MELHOR DIREÇÃO, MELHOR ROTEIRO, MELHOR FOTOGRAFIA, MELHOR MONTAGEM, MELHOR EDIÇÃO DE SOM, MELHOR DIREÇÃO DE ARTE, MELHOR TRILHA SONORA, MELHOR ATOR E MELHOR ATRIZ (totalizando 10 prêmios), através de júri oficial do festival.[2]

- A "Mostra Nacional de Curtas-Metragens", constituída por filmes brasileiros (na produção, co-produção ou direção), sendo estabelecidas as categorias de ficção, animação ou documentário, onde são eleitas as premiações de: MELHOR FILME, MELHOR DIREÇÃO, MELHOR ROTEIRO, MELHOR FOTOGRAFIA, MELHOR MONTAGEM, MELHOR EDIÇÃO DE SOM, MELHOR DIREÇÃO DE ARTE, MELHOR TRILHA SONORA, MELHOR ATOR E MELHOR ATRIZ (totalizando 10 prêmios), através de júri oficial do Festival.[2]

- "Mostra Competitiva de Longas-Metragens Nacionais", que é constituída por longas-metragens brasileiros, (na produção, co-produção ou direção), podendo haver co-produção internacional, sendo estabelecidas as categorias de ficção, animação ou documentário, sujeitos as premiações de: MELHOR FILME, MELHOR DIREÇÃO, MELHOR ROTEIRO, MELHOR FOTOGRAFIA, MELHOR MONTAGEM, MELHOR EDIÇÃO DE SOM, MELHOR TRILHA SONORA, MELHOR DIREÇÃO DE ARTE, MELHOR ATOR , MELHOR ATRIZ, MELHOR ATOR COADJUVANTE E MELHOR ATRIZ COADJUVANTE (totalizando 12 prêmios), através de júri oficial do Festival.[2]

O evento, considerado um dos mais populares do gênero do Brasil, exibiu até 2007 mais de 400 filmes entre curtas e longa-metragens. Até o ano de 2020, em 24 edições, o festival já atingiu um público de 404.700 mil pessoas; contabilizando 686 horas de exibição de produções audiovisuais e mais de 7 mil filmes inscritos.
Seu diretor e idealizador é o economista e produtor cultural pernambucano Alfredo Bertini, que foi Secretário do Audiovisual no governo de Michel Temer. Em 2015, quando chegou à sua 19ª edição, retornou ao Cinema São Luiz, no Recife. 
Em 2018, a grande homenagem da cerimônia foi para a atriz Cássia Kiss. Em 2019, a hoemagem foi para a grande atriz Drica Moraes. 
Em 2020, devido a pandemia de COVID-19, as mostras de filmes não foram realizadas em salas de cinema, como tradicionalmente. A direção do festival organizou as mostras em modelo drive-in, onde os telespectadores assistem ao telão dentro de seus carros. O evento ocorreu entre 24 e 30 de agosto de 2020. A edição ainda contou com transmissão online e pelas redes sociais.

## Premiação

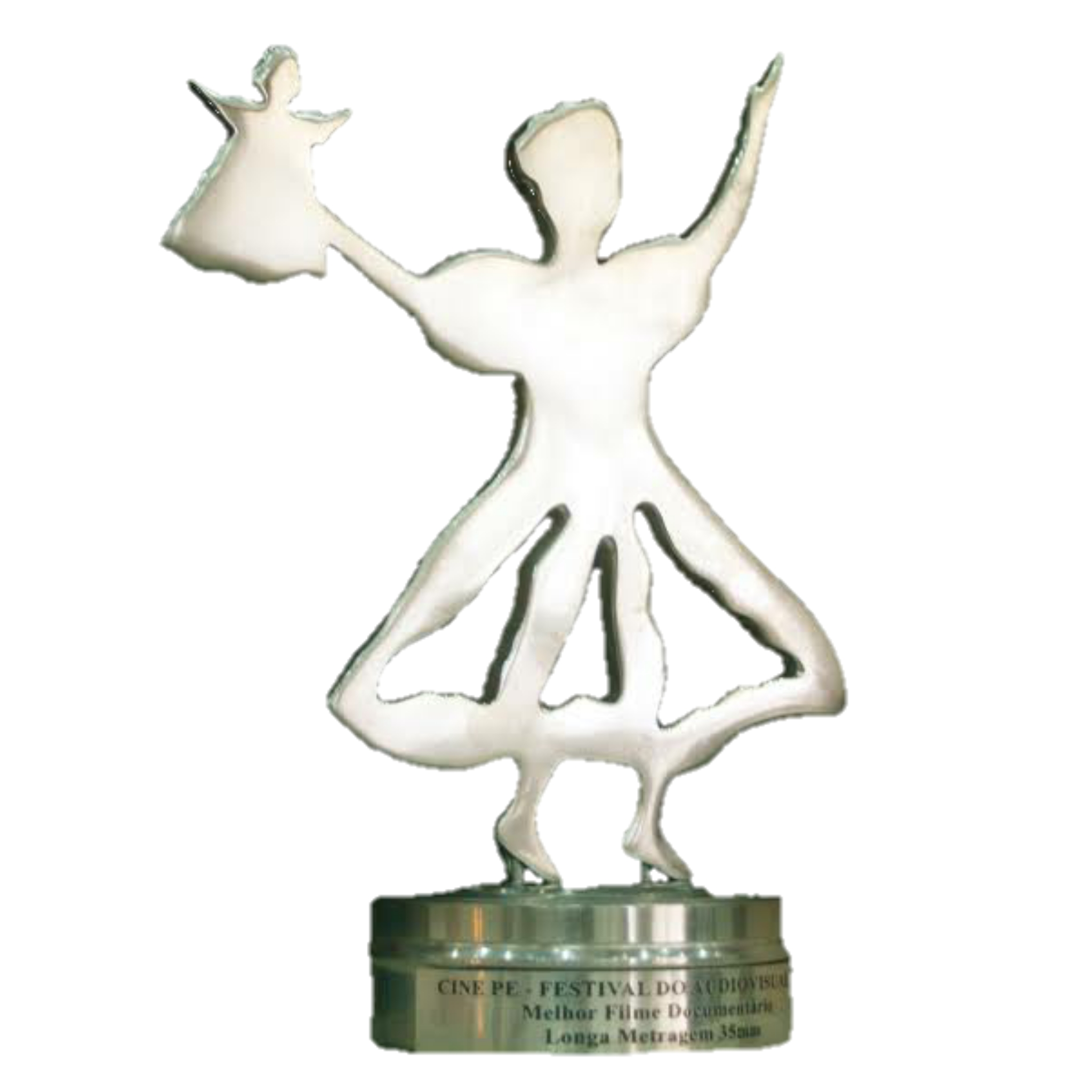
Estatueta do Troféu Calunga.

A premiação concedida aos vencedores do festival é o Troféu Calunga. A Calunga representa uma boneca que é carregada por uma sarcedotisa de cultos afro-brasileiros, durante a apresentação do Maracatu. Estudiosos dizem quem ela faz parte de cerimônias religiosas, onde recebe o nome de uma princesa e representa uma divinidade, expressando um objeto de força e proteção. Desde 2020, o troféu foi renovado e passou a chamar-se Calunga de Ouro. Tal troféu é uma criação da artista plástica Juliana Notari.

## Categorias premiadas
| Mostra Nacional de Longa Metragem: - Melhor Filme - Melhor Atriz - Melhor Ator - Melhor Atriz Coadjuvante - Melhor Ator Coadjuvante - Melhor Direção - Melhor Roteiro - Melhor Montagem - Melhor Fotografia - Melhor Edição de Som - Melhor Direção de Arte - Melhor Trilha Sonora |  | Mostra Pernambuco de Curtas Metragem: - Melhor Filme - Melhor Atriz - Melhor Ator - Melhor Direção - Melhor Roteiro - Melhor Montagem - Melhor Fotografia - Melhor Edição de Som - Melhor Direção de Arte - Melhor Trilha Sonora |  | Mostra Nacional de Curtas Metragem: - Melhor Filme - Melhor Atriz - Melhor Ator - Melhor Direção - Melhor Roteiro - Melhor Montagem - Melhor Fotografia - Melhor Edição de Som - Melhor Direção de Arte - Melhor Trilha Sonora |